# Enicospilus senescens
Enicospilus senescens là một loài tò vò trong họ Ichneumonidae.